# 2MASS J11193254–1137466 AB
2MASS J11193254–1137466 AB (obvykle kráceno na 2MASS J1119–1137 AB) je dvojplaneta ve vzdálenosti 86±23 světelných let od Země v souhvězdí Pohár. Hmotnost každé ze složek je zhruba čtyři hmotnosti Jupiteru. Dvojplaneta je pravděpodobně součástí asociace TW Hydrae, jejíž stáří je odhadováno na 10 milionů let. Jde o kandidátské toulavé planety.

## Přehled
Objekt byl objeven týmem vědců z Kanady, Spojených států a Chile při pátrání po neobvykle červených hnědých trpaslících (taková barva naznačuje neobvyklé vlastnosti jejich atmosfér, např. prašnost). Při tomto pátrání byla použita data ze tří průzkumů: SDSS (ve viditelném spektru), 2MASS (v blízkém infračerveném spektru) a WISE (střední infračervené spektrum). 2MASS J1119–1137 byl jedním z nejčervenějších a podle autorů nejzajímavějším nalezeným objektem. Výsledky práce byly publikovány v prosinci 2015. 
První podrobná studie objektu byla zveřejněna v dubnu 2016. Pomocí dalekohledu Gemini South byla provedena infračervená spektroskopie. Kromě toho byly vypočteny radiální rychlost a vlastní pohyb, nízká povrchová gravitace a střední stáří objektu 2MASS J1119–1137.
Teprve pozorování v listopadu 2016 a březnu 2017 pomocí dalekohledu Keck II s využitím adaptivní optiky odhalila, že jde o dvojplanetu. Úhlová vzdálenost komponent je 0,13788 ±0,00034 úhlových vteřin (což odpovídá vzdálenosti 3,6 ±0,9 AU). Hvězdné velikosti obou složek jsou zhruba stejné. Celková hmotnost systému je odhadována na 7,4 +2,5
−1,9  hmotnosti Jupiteru. Jejich celková bolometrická svítivost je přibližně 0,00004 sluneční zářivosti. Odhadovaná doba oběhu je 90 +80
−50  let.
Jedna ze složek dvojplanety se neobvykle rychle otáčí s periodou 3,02 +0,04
−0,03  hodiny.

## Kandidát na exoměsíc
V srpnu 2021 vědci ohlásili známky tranzitu potenciálního exoměsíce o poloměru 1,7 R🜨 obíhajícího v obyvatelné zóně přes jednu ze složek 2MASS J1119–1137. Jeden pravděpodobný tranzit byl nalezen v archivních datech Spitzerova vesmírného dalekohledu. Studie uvádí, že detekovaná událost mohla být způsobena proměnlivostí atmosféry planety (oblaky/počasí), ale že exoměsíc lépe odpovídal pozorováním.